# 에스토니아 육군
에스토니아 육군(에스토니아어: Eesti maavägi)은 에스토니아 방위군 중 공격형 군사 대형 역할을 수행하는 통합 육군의 명칭이다. 현재 약 6,000여 명의 군인, 징집병, 장교 등 평시 평균 규모를 갖춘 에스토니아 최대의 군사 분파이다.
육군 개발 우선순위는 국가 영토 밖의 임무에 참여할 수 있는 능력과 또한 연합국과 협력하여 에스토니아 영토를 보호하기 위한 작전을 수행할 수 있는 능력이다. 작전구조의 육군 구성 요소는 보병여단과 국토안보구조로 구성된다. 전개 가능한 보병대대 전술그룹과 일부 전개 가능한 CSS 부대는 NATO 조약 요건에 따라 육군구조에서 개발될 것이다. 보병여단은 전개 가능한 부대의 훈련 및 지원틀 역할을 할 것이다. 국토안보구조부대는 영토 군사업무를 수행하고 시민구조물을 지원할 수 있는 능력을 갖게 될 것이다.
육상군은 예비군의 원칙에 따라 구성되는데, 국가 방위력의 주요 부분이 훈련된 예비군의 부대라는 것이다. 인적, 경제적 자원이 거의 없는 국가에 있어서는 국민의 방위의지에 기초한 예비군이 유일하게 실행 가능한 국방형태이다.
평시에는 예비역들이 정상적인 생활을 하고 국가가 훈련과 장비 및 무기 조달을 담당한다. 전시에는 예비역들이 군부대로 동원된다. 예비역 부대는 영토주의에 따라 구성되는데, 즉 한 지역의 징집병들이 한 번에 한 부대로 소집되고 복무 후에는 한 부대로 예비역으로 보내진다. 에스토니아 육군은 다른 부대들과 협력하여 항상 지속적인 방어 태세를 갖추고 있다.

## 역사
제1사단과 제2사단은 에스토니아 독립 전쟁 중 1918년 12월과 1919년 1월에 창설되었다. 스카우트 단일 보병대대는 1918년 12월 21일에 창설되었다.
1928년 11월 21일, 8개의 '단일 보병 대대'가 창설되었다. 이 대대들의 평시 목적은 징집병을 양성하는 것이었다. 전시에 대대는 동부와 남부 국경을 포괄하는 두 개의 초기 반동군 연대와 비슷한 전투 순서를 가진 연대로 재편성되었다. 각 대대의 평시 전력은 연대 참모, 신호 소대, 공병 소대, 스키-자전거 소대, 건물 소대 및 3개 보병 중대로 총 237명의 병사였다.
전시 전투 순서는 대대를 동일한 부대 번호를 가진 연대 규모의 부대로 변화시켰을 것이고, 신호 중대, 공병 중대, 스키 자전거 중대, 기병 중대, 건축 중대, 사령관 특공대 및 CB 특공대 3개 대대를 포함했을 것이다. 총 3,153명의 병력이 있었다.
제2단일보병대는 타르투, 제3단일보병대는 발가, 제4단일보병대는 여흐비, 제5단일보병대는 라크베레, 제6단일보병대는 패르누, 제8단일보병대는 발가, 제9단일보병대는 패르누, 제10단일보병대는 탈린에 위치했다.
1940년 2월 1일 조직 개편이 이루어졌고 4개 사단이 창설되었다. 4사단 참모는 빌리안디에 근거지를 두고 있었다. 사단은 패르누-빌리안디 군관구와 발가 군관구로 구성되었다. 사단장은 얀 마이데 대령이었다. 4개 사단은 소련이 에스토니아를 점령할 때까지 활동했다.
소련에 의해 에스토니아가 점령된 후인 1940년 8월 17일, 붉은 군대의 제22국토소총군단이 탈린에서 창설되었다. 에스토니아 육군의 군부대와 기관을 기반으로 에스토니아 영토 기구로 창설되었다. 모든 군인과 장교들은 소련의 휘장이 꿰맨 1936년형 에스토니아 육군 유니폼을 보유하고 있었다. 제22국토소총군단의 초대 사령관은 에스토니아 육군의 전 소장 구스타프 욘손이었는데, 나중에 NKVD에 체포되어 총에 맞았다. 처음에 군단의 장교직은 에스토니아 육군의 전직 장교들이 차지했지만, 독일의 소련 침공 이전인 1941년 6월 중순경 대부분이 체포되어 소련 붉은 군대 장교들 출신의 신예들로 교체되었다.
1941년과 1942년 소련의 수용소에서 제22국토소총군단 조직의 에스토니아 장교들 중 상당수가 체포되어 사망했으며, 많은 이들이 총에 맞았다. 전 제180소총사단장이었던 22군단의 리하르트 톰버그는 1942년부터 프룬제 사관학교에 의해 교사라고 주장되었다는 이유만으로 해고된 후에도 살아남았다. 그는 1944년 2월에 체포되었다(그는 수용소에서 풀려났고 1956년에 재활했다). 제22소총군단의 몇몇 장교들은 군의 해고와 체포 계획 사이에 당국으로부터 탈출하는데 성공했다. 누군가는 해외로 탈출하는데 성공했고, 다른 이들은 1941년 7월과 8월에 독일군이 도착한 후에야 은신처에서 나왔고, 그들 중 일부는 나치 독일의 편에서 싸웠던 에스토니아 부대에 지원하거나 독일 당국이 통제하는 에스토니아 조직에 입대했다.
제22국토소총군단은 1941년 6월 22일부터 1941년 8월 31일까지 제2차 세계 대전 동안 '작전군'의 일부였다. 1941년 6월 22일 군단 본부는 목사 마을에 주둔했다.

## 인원
육군에는 2,700명 이상의 상근 군인과 3,100명의 징집병이 있다. 2013년에 징집된 여성은 15명뿐이었다. 이전에는 육군에 완전 전문 보병 대대(스카우트 대대)가 하나 있었다. 그러나 2017년부터 그 부대는 기계화 보병 역할로 징집병들을 훈련시키기도 한다.